# Prem Rawat

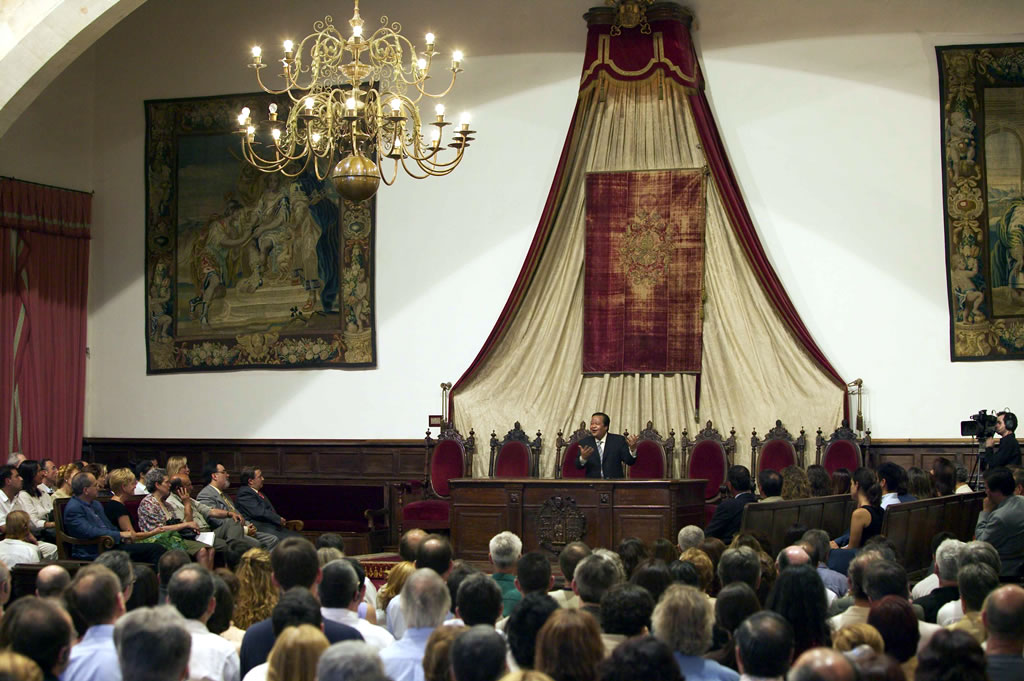
Prem Rawat talar vid den första Conference on Peace-konferensen på Universitetet i Salamanca i Spanien 30 juni 2003.

Prem Pal Singh Rawat (hindi: प्रप पाप सिंह रावत), född 10 december 1957, är indisk-amerikansk guru.
Han är yngste son och arvtagare till den hinduiska gurun Shri Hans Ji Maharaj (Hans Rām Singh Rawat, 9 november 1900 – 19 juli 1966) som skapade Divine Light Mission i Indien.
Rawats rörelse är spridd över hela världen, med många aktiva anhängare, där den turnerande Rawat predikar sitt budskap om frid och fred och lär ut meditationsteknik.
Prem Rawat fick initialt många anhängare i slutet av 1960-talet i USA. 1971 (13 år gammal) flyttade han till Malibu i Kalifornien i USA och rörelsen har därefter spridit sig globalt. 
Rawat anpassade rörelsen till västerländska förhållanden, men behöll rörelsens budskap och mission. Rörelsen startade initialt som en sekt, för att senare uteslutande använda modern kommunikationsteknik såsom turnerande med privatflyg,  videokommunikation, DVD och senare streaming för anhängarnas direkta kontakt med Rawat. Sedan 1980-talet lärs rörelsens meditationsteknik endast ut av Rawat själv.
Rörelsen är dock fortfarande störst i Indien där han håller gigantiska massmöten utomhus. Stora delar av det som ges ut i skrift är på hindi och i Indien är Rawat är sedd som en medial kändis och TV-gäst. 

## Lära
Rawats läror handlar enligt rörelsen om personlig frid, i motsats till stress och frustration, som en väg till ett bra liv och mer fred på jorden. Detta ska uppnås genom upplysning och självförståelse, men också genom meditationsteknik.
Meditationstekniken "kunskapen" är utan mantra och fokuserar istället bland annat på andningen genom den teknik som Rawat lär ut. Tekniken kallas också "yoga of the sound current". Det är en meditationsteknik med ursprung i Sant Mat som var en andlig rörelse på den indiska subkontinenten under 1200-1600-talen e.Kr enligt J. Gordon Melton, Lucy DuPertuis, och Vishal Mangalwadi, men är ifrågasatt av Ron Geaves. .
Undervisningen baseras på att deltagarna ska upptäcka egna, inre resurser som inre styrka, val, uppskattning och hopp.

## Ursprung
I början av 1920-talet, i dåtida norra Brittiska Indien, kom vishetsläraren (gurun) Shri Hans Ji Maharaj, Prem Rawats far, i kontakt med ett budskap med rötter långt tillbaka i tiden, med ursprung i Sant Mat. Shri Hans kom från en familj med hinduiska rötter, men han välkomnade ändå människor från alla slags trosriktningar och samhällsklasser. I början av 1960-talet grundade han Divine Light Mission som en nyandlig indisk rörelse.
Shri Hans Ji Maharaj dog 1966 när Rawat var 8 år. Hans mor tog då över den organisatoriska ledningen av det traditionella indiska Divine Light Mission. Samtidigt hade Rawat utbildats för att fortsätta sprida faderns lära vidare vidare, och således överta rollen som rörelsens guru.

### Från indisk sekt till det internationella mediesamhället
Under 1960-talet kom amerikaner på besök i Indien i kontakt med rörelsen och skapade den första gruppen av Divine Light Mission utanför Indien. År 1971 kom Rawat till USA, men efter att ha blivit osams med sin more tog han själv över ledningen av rörelsen. Kärnan i Divine Light Mission var den tydliga hierarkiska organisationen med Ashraman i centrum som spred sig internationellt under 1970-talet, så också till Sverige. Meditationstekniker och undervisning skedde av organisationen genom dess företrädare.
Under 1980-talet upplöstes den internationella organisationen och dess Ashrama stängdes av Rawat. Istället skapades 1983 rörelsen Elan Vital som för att sprida rörelsens läror använde modern medialt teknik som DVD och internet.
År 2001 grundade han The Prem Rawat Foundation för att finansiera arbetet.
I april 2010 slutade Elan Vital att samla in donationer upphörde med verksamheten under året. Istället togs dess roll över av stiftelsen Words of Peace Global (WOPG) som syftar till att finansiera Rawats verksamhet. Rawats rörelse är i princip avgiftsfri och finansieras istället med frivilliga bidrag som även går till hans personliga hushåll. Rawat äger flera lyxbilar och privatjet, som han fått av förmögna anhängare.

## Familj
Rawats bror Satpal Maharaj, även känd som Shri Satpal Ji Maharaj, är politiker och minister för turism, kultur och bevattning i delstatsregeringen i Uttarakhand.